# Харии
Харии, или гарии (лат. Harii, нем. Harier) — племя в составе объединения лугиев. По сообщениям Тацита, являлись древнегерманским племенем.

## Сведения и теории
В своём сочинении «Германия», написанном около 98 года н. э. (за 800 лет до битвы при Хаврсфьорде), Корнелий Тацит красочно описывает то, как харии с чёрными щитами, подобно призракам, нападали тёмной ночью на своих врагов, наводя ужас, подобно древнескандинавским берсеркам:
…Превосходя силою перечисленные только что племена и свирепые от природы, они с помощью всевозможных ухищрений и используя темноту, добиваются того, что кажутся еще более дикими: щиты у них черные, тела раскрашены; для сражений они избирают непроглядно темные ночи и мрачным обликом своего как бы призрачного и замогильного войска вселяют во врагов такой ужас, что никто не может вынести это невиданное и словно уводящее в преисподнюю зрелище...
Согласно теории, выдвинутой Джоном Линдоу, Рудольфом Зимеком и Энди Орхардом, хариев можно отождествить с эйнхериями, спутниками Одина, составными персонажами Дикой охоты. Главным аргументом служат могущество в ратном деле и схожая этимология слов харии и эйнхерии.